# Thy Kingdom Come
Thy Kingdom Come – demo album amerykańskiej grupy muzycznej Morbid Angel. Wydawnictwo ukazało się w 1987 roku nakładem zespołu. Podczas nagrań zarejestrowano również utwory "Chapel of Ghouls," "Evil Spells," i "Unholy Blasphemies" nie zostały one jednak wydane.
W 1988 roku ukazał się również singel pt. Thy Kingdom Come nakładem wytwórni muzycznej Splattermaniac Records. 666 egzemplarzy singla zostało ręcznie ponumerowanych, 100 ukazało się na białej płycie winylowej oraz 12 na szarej płycie winylowej.

## Lista utworów
| Demo | Demo                          | Demo    |
| Nr   | Tytuł utworu                  | Długość |
| ---- | ----------------------------- | ------- |
| 1.   | „Thy Kingdom Come”            | 03:56   |
| 2.   | „Abominations”                | 04:22   |
| 3.   | „Blasphemy of the Holy Ghost” | 03:33   |
|      |                               | 11:51   |

| Singel | Singel             | Singel  |
| Nr     | Tytuł utworu       | Długość |
| ------ | ------------------ | ------- |
| 1.     | „Thy Kingdom Come” | 03:56   |
| 2.     | „Abominations”     | 04:22   |
|        |                    | 8:18    |